# 1748年

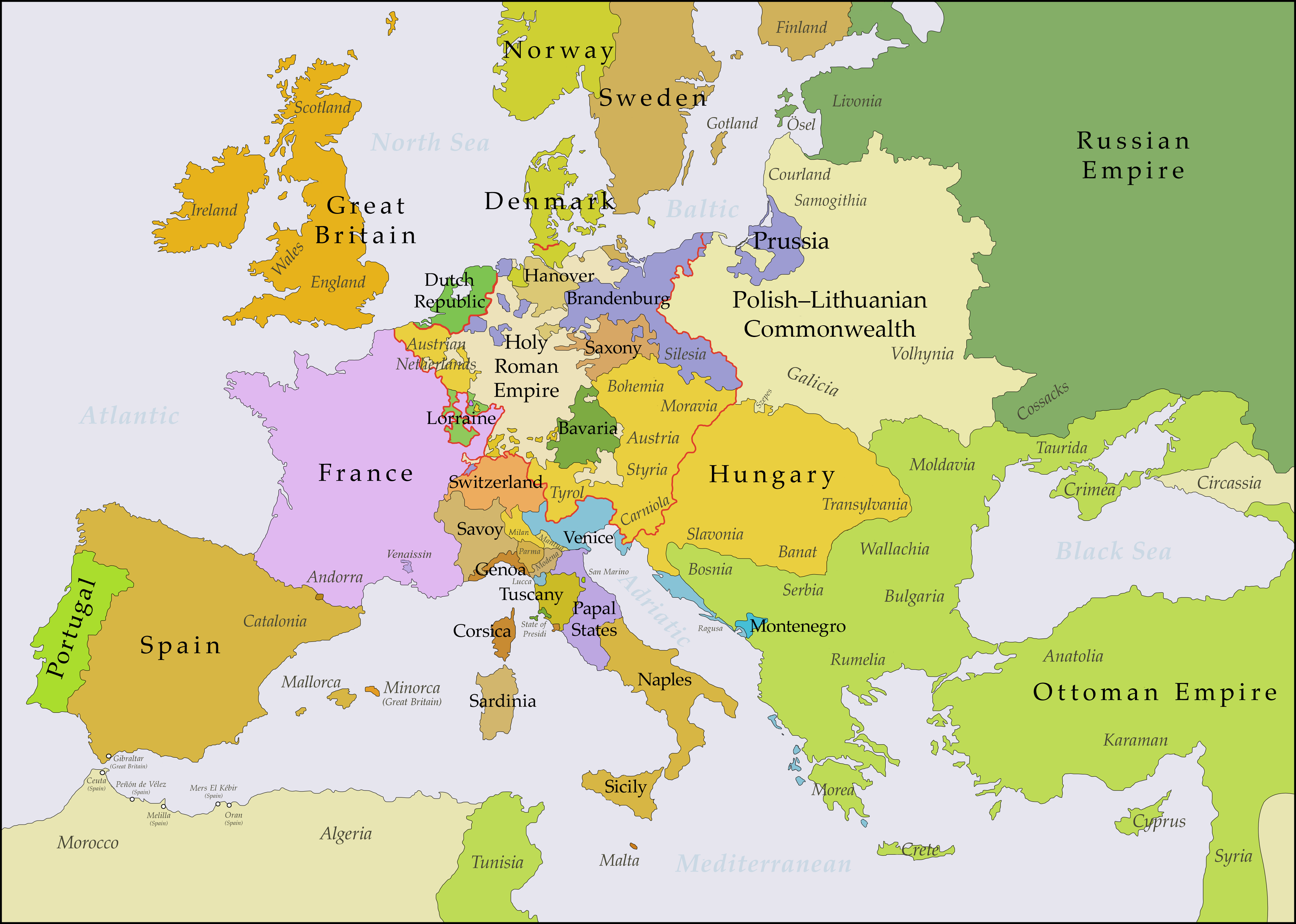
オーストリア継承戦争終結後のヨーロッパ情勢

1748年（1748 ねん）は、西暦（グレゴリオ暦）による、月曜日から始まる閏年。

## 他の紀年法
- 干支 : 戊辰
- 日本
  - 延享5年、寛延元年7月12日 -
  - 皇紀2408年
- 中国
  - 清 : 乾隆13年
- 朝鮮
  - 李氏朝鮮 : 英祖24年
  - 檀紀4081年
- ベトナム
  - 後黎朝 : 景興9年
- 仏滅紀元 : 2290年 - 2291年
- イスラム暦 : 1160年 - 1162年
- ユダヤ暦 : 5508年 - 5509年
- ユリウス暦 : 1747年12月21日 - 1748年12月20日

## カレンダー
| 1月 |    |    |    |    |    |    |
| 日  | 月 | 火 | 水 | 木 | 金 | 土 |
|     | 1  | 2  | 3  | 4  | 5  | 6  |
| 7   | 8  | 9  | 10 | 11 | 12 | 13 |
| 14  | 15 | 16 | 17 | 18 | 19 | 20 |
| 21  | 22 | 23 | 24 | 25 | 26 | 27 |
| 28  | 29 | 30 | 31 |    |    |    |
|     |    |    |    |    |    |    |

| 2月 |    |    |    |    |    |    |
| 日  | 月 | 火 | 水 | 木 | 金 | 土 |
|     |    |    |    | 1  | 2  | 3  |
| 4   | 5  | 6  | 7  | 8  | 9  | 10 |
| 11  | 12 | 13 | 14 | 15 | 16 | 17 |
| 18  | 19 | 20 | 21 | 22 | 23 | 24 |
| 25  | 26 | 27 | 28 | 29 |    |    |
|     |    |    |    |    |    |    |

| 3月 |    |    |    |    |    |    |
| 日  | 月 | 火 | 水 | 木 | 金 | 土 |
|     |    |    |    |    | 1  | 2  |
| 3   | 4  | 5  | 6  | 7  | 8  | 9  |
| 10  | 11 | 12 | 13 | 14 | 15 | 16 |
| 17  | 18 | 19 | 20 | 21 | 22 | 23 |
| 24  | 25 | 26 | 27 | 28 | 29 | 30 |
| 31  |    |    |    |    |    |    |
|     |    |    |    |    |    |    |

| 4月 |    |    |    |    |    |    |
| 日  | 月 | 火 | 水 | 木 | 金 | 土 |
|     | 1  | 2  | 3  | 4  | 5  | 6  |
| 7   | 8  | 9  | 10 | 11 | 12 | 13 |
| 14  | 15 | 16 | 17 | 18 | 19 | 20 |
| 21  | 22 | 23 | 24 | 25 | 26 | 27 |
| 28  | 29 | 30 |    |    |    |    |
|     |    |    |    |    |    |    |

| 5月 |    |    |    |    |    |    |
| 日  | 月 | 火 | 水 | 木 | 金 | 土 |
|     |    |    | 1  | 2  | 3  | 4  |
| 5   | 6  | 7  | 8  | 9  | 10 | 11 |
| 12  | 13 | 14 | 15 | 16 | 17 | 18 |
| 19  | 20 | 21 | 22 | 23 | 24 | 25 |
| 26  | 27 | 28 | 29 | 30 | 31 |    |
|     |    |    |    |    |    |    |

| 6月 |    |    |    |    |    |    |
| 日  | 月 | 火 | 水 | 木 | 金 | 土 |
|     |    |    |    |    |    | 1  |
| 2   | 3  | 4  | 5  | 6  | 7  | 8  |
| 9   | 10 | 11 | 12 | 13 | 14 | 15 |
| 16  | 17 | 18 | 19 | 20 | 21 | 22 |
| 23  | 24 | 25 | 26 | 27 | 28 | 29 |
| 30  |    |    |    |    |    |    |
|     |    |    |    |    |    |    |

| 7月 |    |    |    |    |    |    |
| 日  | 月 | 火 | 水 | 木 | 金 | 土 |
|     | 1  | 2  | 3  | 4  | 5  | 6  |
| 7   | 8  | 9  | 10 | 11 | 12 | 13 |
| 14  | 15 | 16 | 17 | 18 | 19 | 20 |
| 21  | 22 | 23 | 24 | 25 | 26 | 27 |
| 28  | 29 | 30 | 31 |    |    |    |
|     |    |    |    |    |    |    |

| 8月 |    |    |    |    |    |    |
| 日  | 月 | 火 | 水 | 木 | 金 | 土 |
|     |    |    |    | 1  | 2  | 3  |
| 4   | 5  | 6  | 7  | 8  | 9  | 10 |
| 11  | 12 | 13 | 14 | 15 | 16 | 17 |
| 18  | 19 | 20 | 21 | 22 | 23 | 24 |
| 25  | 26 | 27 | 28 | 29 | 30 | 31 |
|     |    |    |    |    |    |    |

| 9月 |    |    |    |    |    |    |
| 日  | 月 | 火 | 水 | 木 | 金 | 土 |
| 1   | 2  | 3  | 4  | 5  | 6  | 7  |
| 8   | 9  | 10 | 11 | 12 | 13 | 14 |
| 15  | 16 | 17 | 18 | 19 | 20 | 21 |
| 22  | 23 | 24 | 25 | 26 | 27 | 28 |
| 29  | 30 |    |    |    |    |    |
|     |    |    |    |    |    |    |

| 10月 |    |    |    |    |    |    |
| 日   | 月 | 火 | 水 | 木 | 金 | 土 |
|      |    | 1  | 2  | 3  | 4  | 5  |
| 6    | 7  | 8  | 9  | 10 | 11 | 12 |
| 13   | 14 | 15 | 16 | 17 | 18 | 19 |
| 20   | 21 | 22 | 23 | 24 | 25 | 26 |
| 27   | 28 | 29 | 30 | 31 |    |    |
|      |    |    |    |    |    |    |

| 11月 |    |    |    |    |    |    |
| 日   | 月 | 火 | 水 | 木 | 金 | 土 |
|      |    |    |    |    | 1  | 2  |
| 3    | 4  | 5  | 6  | 7  | 8  | 9  |
| 10   | 11 | 12 | 13 | 14 | 15 | 16 |
| 17   | 18 | 19 | 20 | 21 | 22 | 23 |
| 24   | 25 | 26 | 27 | 28 | 29 | 30 |
|      |    |    |    |    |    |    |

| 12月 |    |    |    |    |    |    |
| 日   | 月 | 火 | 水 | 木 | 金 | 土 |
| 1    | 2  | 3  | 4  | 5  | 6  | 7  |
| 8    | 9  | 10 | 11 | 12 | 13 | 14 |
| 15   | 16 | 17 | 18 | 19 | 20 | 21 |
| 22   | 23 | 24 | 25 | 26 | 27 | 28 |
| 29   | 30 | 31 |    |    |    |    |
|      |    |    |    |    |    |    |

## できごと
- イギリス -

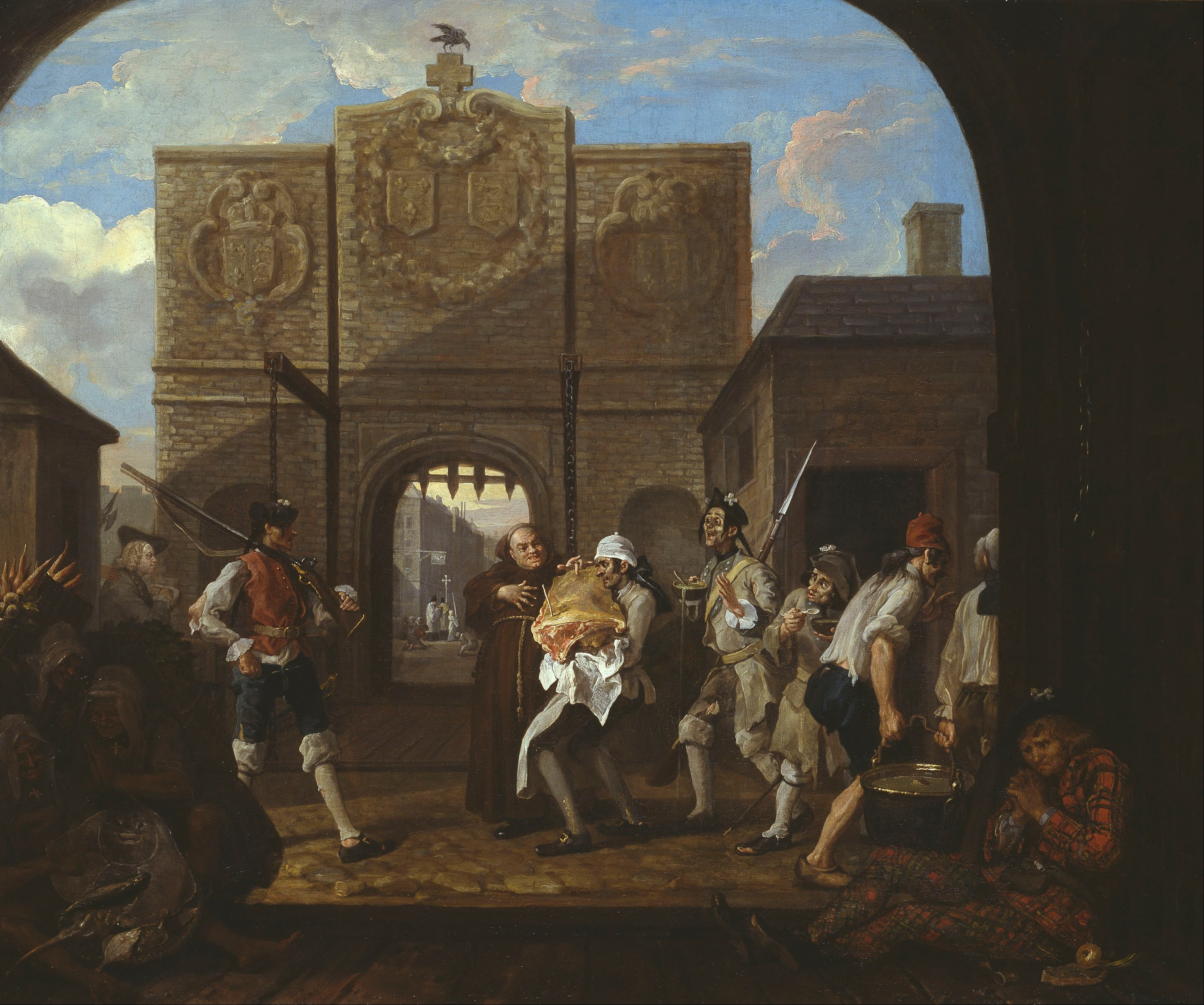
『カレーの門』または『あぁ、古き良きイングランドのローストビーフよ』同年、カレーを芸術家仲間と共に旅行していたホガース（場面左奥）は、フランス当局にスパイ容疑で拘束されている。　ウィリアム・ホガース筆　テート・ブリテン所蔵

  - ウィリアム・ホガースが『カレーの門（英語版）』を完成。翌1749年3月には、チャールズ・モズレーの手による同作品の銅版画が発売された。
  - ホレス・ウォルポールが、自身の別荘であるストロベリー・ヒル・ハウスの改築に着手。ゴシック・リヴァイヴァル建築のさきがけとなったこの建物は増築が繰り返され、1790年頃に最終的な完成をみた。
  - デイヴィッド・ヒュームが、因果性についての哲学書『人間知性研究（英語版）』（英: An Enquiry Concerning Human Understanding）を発表。
  - サミュエル・リチャードソンによる長編の書簡体小説『クラリッサ』出版。
- エジプト - イェニチェリの一派、カーズダグリーヤ[注釈 1]派による支配権が確立。イブラーヒーム・ケトビュダー[注釈 2]とリドワーン・ケトビュダーの二頭政治（-1754年）[1]。
- スウェーデン - 
  - スウェーデン王立科学アカデミーがエヴァ・エーケブラー（英語版）を初の女性会員として迎える。
  - ロシアの脅威に対抗するため、ヘルシンキ近郊でスヴェアボリ要塞が着工。この要塞は1918年に「スオメンリンナの要塞」と改称され、1991年には世界遺産に登録された。
- スコットランド - アダム・スミスがエディンバラで、初めて教壇に立つ[2][3][4]（スコットランド啓蒙）。
- スペイン - 探検家のアントニオ・デ・ウジョーアが南米のプラチナの価値に気づく。プラチナはコロンビアのコルディエラ・オクシデンタル山脈（英語版）やペルー中部の鉱山で発掘された[5]。
- フランス -
  - サロン・ド・パリが審査制度を導入。展示選考、および賞を設ける。
  - シャルル・ド・モンテスキューが『法の精神』を発表。
  - ジュリアン・オフレ・ド・ラ・メトリーが『人間機械論』を発表。
  - アーヘンの和約締結によってオーストリア継承戦争終結した後、ルイ15世は所得税を免除するという公約を撤回。この行動は高等法院の抵抗にあい、ルイ15世は二十分の一税（英語版）(ヴァンティエーム、仏: vingtiéme)で妥協することとなった[6]。
- 『無限解析入門』の1ページハーバード大学ホートン図書館（英語版）所蔵プロイセン王国 -

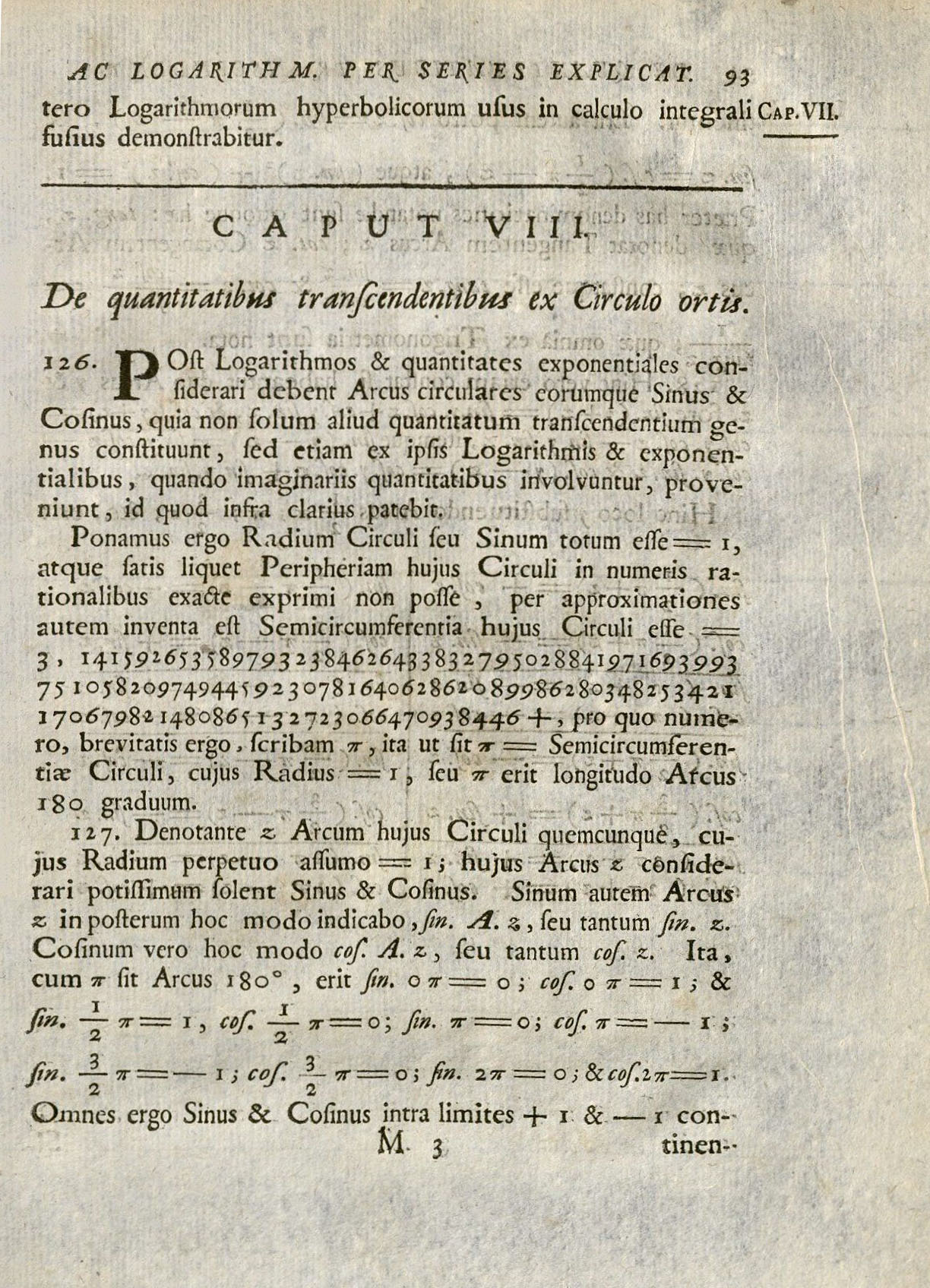
『無限解析入門』の1ページハーバード大学ホートン図書館所蔵

  - レオンハルト・オイラーがベルリンで、純粋解析学について説いた『無限解析入門（英語版）』を出版。
  - フリードリヒ2世がサンスーシ公園にロマン主義的廃墟、廃墟の丘（英語版、ドイツ語版）を建設。
- 神聖ローマ帝国 - フリードリヒ・ゴットリープ・クロプシュトックが『ブレーメン論集（ドイツ語版、英語版）』誌（ライプツィヒ）上で、彼にとって最初の3つのカント (文学)（英語版）である、ヘクサメトロスで綴られた叙事詩『救世主（ドイツ語版、英語版）』を匿名で出版。
- ボヘミア王国 - プロコプ・ディヴィシュが、世界初の電子音器、デニスドール（英語版）を発明[7]。
- ロシア - オーストリア継承戦争：ライン川戦役。ヴァシーリー・アニキーチチ・レプーニン（英語版）率いるロシア軍3万が、フランスに対抗するためライン川まで到着。5月7日のマーストリヒト陥落によりレプーニンらが戦闘に参加することはなかったものの、ライン川にロシアの大軍が到達した事実はフランス側にアーヘンの和約に同意させる大きな動機となった。
- 清（乾隆13年） - 
  - 台湾新竹市に新竹都城隍廟（中国語版、英語版）が建設される[8]。
  - 全国で食料暴動頻発[9]。
- チベット - スムパ・ケンポ・イェシェー・ペルジョル（中国語版、ドイツ語版）が、歴史書『パクサム・ジュンサン』（蔵：Dpag bsam ljon bzang）を完成[10]。
- ポンペイが再発見される。

### 1月～3月

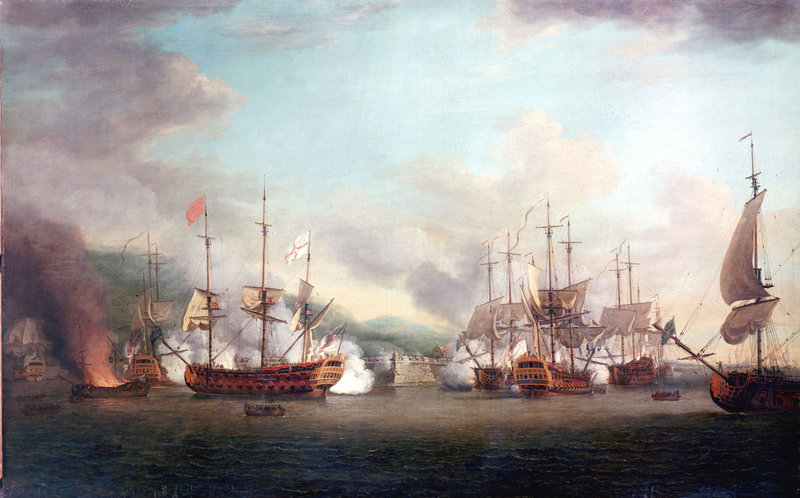

- 1月12日 - アフマド・シャー・ドゥッラーニーのインド遠征（英語版）：アフマド・シャー・ドゥッラーニーがラホール占領[11]。
- 1月27日 - アイルランド、キンセール（英語版）にある監獄と兵舎で出火、収容されていた捕虜54人が犠牲になる。無事であったおよそ500人の囚人は、別の監獄に移送された[12]。
- 1月31日 - オーストリア継承戦争：1748年1月31日の海戦。ウェサン島沖でロバート・ハーランド（英語版）指揮下の英海軍の戦列艦2隻がフランス海軍の戦列艦マグナニム（英語版）を追撃・拿捕。
- 2月7日 - ヌエバ・エスパーニャ副王領よりさらに北方、現在のテキサス州中部でのカトリック伝道団体として、聖ガブリエル会が始動する。副王フアン・フランシスコ・デ・グエメス（英語版）の命令で、司教フリアル・マリアノ・マルティ（英語版）によって聖フランシスコ・ハビエル伝道所が今のテキサス州ミラム郡にあたる、サンガブリエル川（英語版）の畔に築かれる[13][14]。現在のテキサス州サンガブリエル市近郊、オースティンの北東に位置していたこの伝道所は、同年5月2日にアパッチ族の軍勢60人に襲撃を受けた。サン・ハビエルは数年のうちに放棄された。
- 2月23日 - スウェーデン王フレドリク1世が熾天使騎士団（英語版）を創設。
- 2月 - 李氏朝鮮が日本に朝鮮通信使を派遣[9]。
- 『ポール=ルイの占領、キューバ、1748年3月8日』 18世紀中期から後期リチャード・ペイトン筆　グリニッジ王立博物館（英語版）蔵3月11日 - アフマド・シャー・ドゥッラーニーのインド遠征（英語版）：マヌプールの戦い（英語版）。マヌプール（シルヒンド（英語版）より北東に15キロメートル (9.3 mi) ）での戦闘で、王子アフマド・シャー・バハドゥール率いるムガル帝国の軍勢6万がアフマド・シャー・ドゥッラーニーのアフガン軍（騎兵1万2000騎）を退ける[5]。
- 3月18日 - ジェンキンスの耳の戦争：1748年3月18日の海戦。サン・ヴィセンテ岬沖で、英海軍の戦列艦6隻がスペインの戦船9隻で護衛された商船隊を攻撃、うち商船隊5隻を拿捕。
- 3月22日 - ジェンキンスの耳の戦争：サン＝ルイ＝デュ＝シュドの海戦。チャールズ・ノウルズ提督のイギリス艦隊がイスパニョーラ島、サン=ドマングのサン=ルイ港にある要塞を砲撃、破壊。
- 3月25日 - コーンヒル（英語版）、エクスチェンジ・アレー（英語版）で出火、シティ・オブ・ロンドンを2日に渡って焼く。サミュエル・ジョンソンは後年、「都市の火災は、そのすべての混乱と付随する苦痛とで、この世界が人の目に見せうる最も恐ろしい光景の一つである」と書き残した[15]。1世紀以上のちに描かれた記録では「この火災は火災保険の発展を促した」としている。大火は100万ポンド以上の被害をもたらした。

### 4月～6月
- 4月9日 - ジェンキンスの耳の戦争：サンティアーゴ・デ・クーバの海戦。ノウルズ提督の艦隊がキューバ南東部のサンティアーゴ・デ・クーバを襲撃したが、現地のスペイン軍に撃退される。

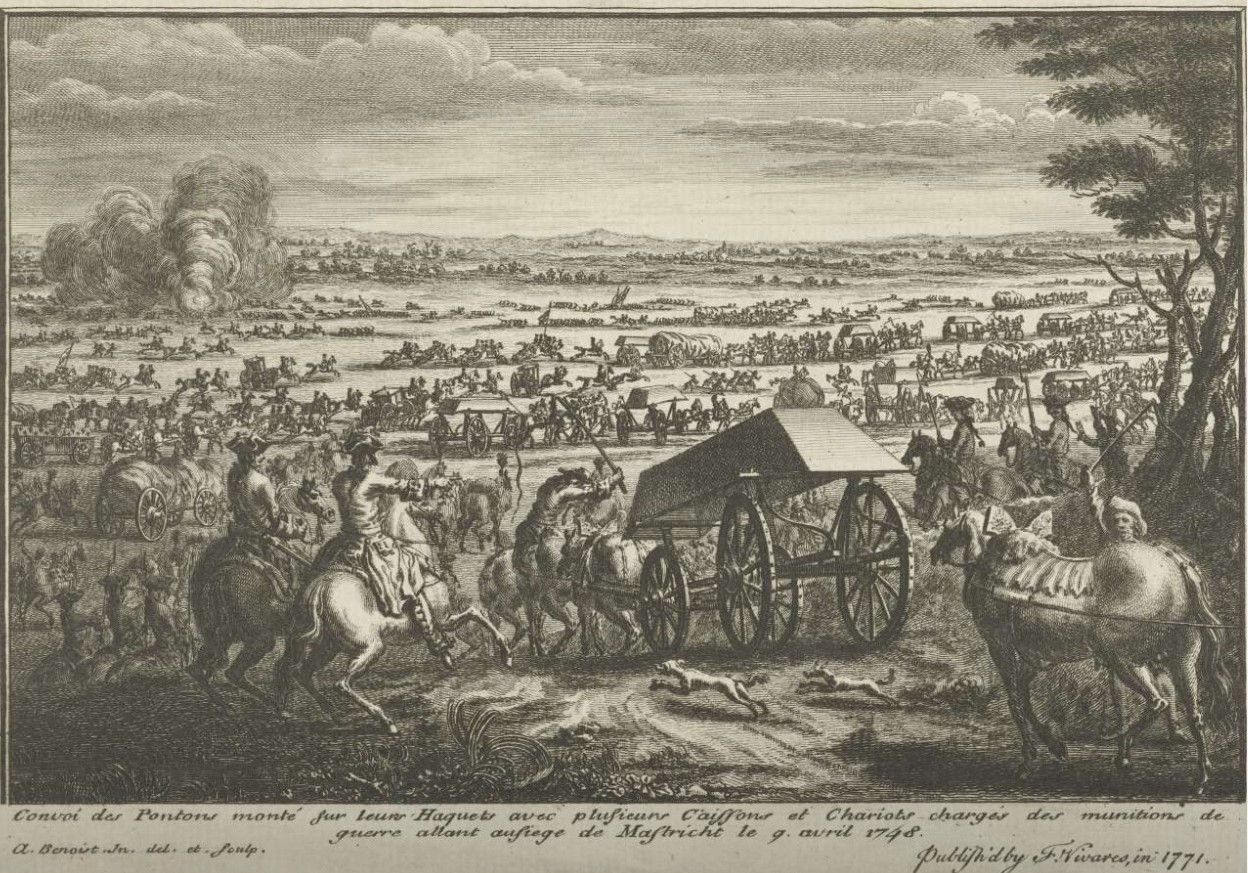
オーストリア継承戦争：マーストリヒト包囲戦車上に弾薬や船を載せたフランス軍の車両が町を攻囲した。

- オーストリア継承戦争：マーストリヒト包囲戦車上に弾薬や船を載せたフランス軍の車両が町を攻囲した。4月15日 - オーストリア継承戦争：モーリス・ド・サックスがフランス軍を率いてマーストリヒトを包囲。3週間ほどの包囲戦ののち、マーストリヒト要塞は5月7日に開城した。
- 4月24日 - オーストリア継承戦争終結のため、エクス・ラ・シャペル（現アーヘン）で会議が開かれる[16]（-10月18日）。
- 4月29日 - アフガン軍を追撃中に死亡した父ムハンマド・シャーに代わり、アフマド・シャーがムガル皇帝に即位[9]。
- 5月10日 - オランダ共和国がマーストリヒトの支配権をフランスに返還することに同意したとの報をうけて、サックス将軍に代わって包囲軍を指揮していたレーヴェンダール伯（英語版）は開かれた市門を軍隊とともに行進し、同要塞の降伏を受け入れた。
- 5月 - 蘇州で顧堯年らが米騒動を起こす[9]。
- 6月1日 -
  - モスクワで火事。482人が犠牲になり、5000軒以上の建物が焼失[12]。
  - ホセ・デ・エスカンドン（英語版）が、ヌエバ・エスパーニャ副王によってヌエボ・サンタンデール（スペイン語版、英語版）の初代王室総督に任命される。新しく置かれたヌエボ・サンタンデールは、現代のメキシコ・タマウリパス州と、サンアントニオとコーパスクリスティを含むアメリカ合衆国・テキサス州のグアダループ川（英語版）以南の地域に当たった。

### 7月～9月

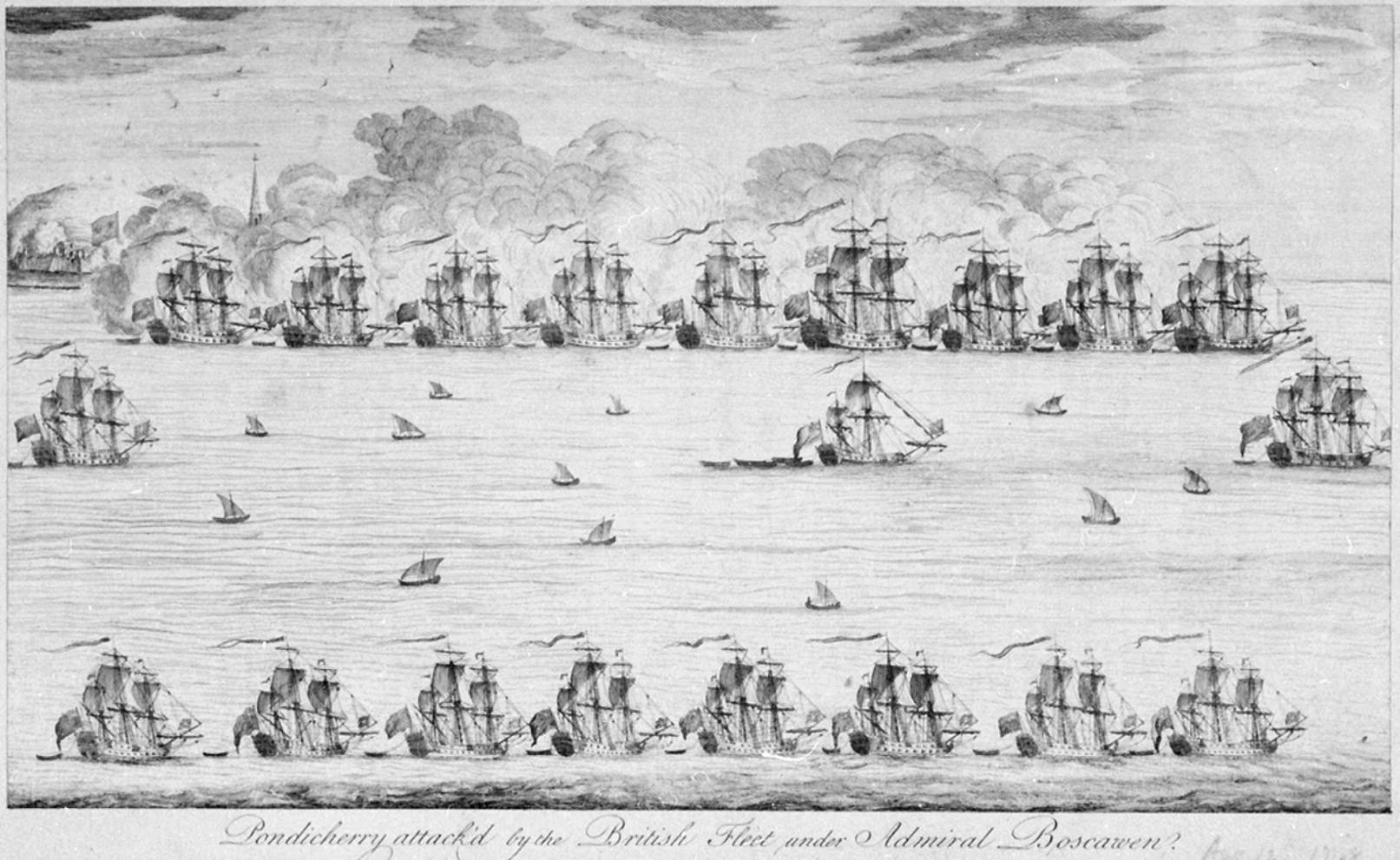
ポンディシェリ包囲戦：イギリス海軍によるポンディシェリー砲撃

- ポンディシェリ包囲戦：イギリス海軍によるポンディシェリー砲撃7月19日 - 第一次カーナティック戦争：仏領インド軍からセント・デイビッド要塞（英語版）を防衛するため、英海軍提督エドワード・ボスコーエン麾下戦列艦28隻がインド南東部に到着。歴史家のフランシス・グロース（英語版）が後に記したところによると、ボスコーエンは「東インド史上前例のない」大規模な艦隊を率いていた。グロースはまた内訳について、「戦列艦9隻、フリゲート2隻、スループ1隻、足船2隻」 とイギリス東インド会社の船14隻としている[17]。ボスコーエンの指揮下にある船員は全部で3,580人にのぼった。ボスコーエンはインドに到達すると、ポンディシェリにあるフランス軍の要塞を落とし、インドからフランスを一掃することを目的とした攻勢を開始する。
- 8月5日（寛延元年7月12日） - 桃園天皇即位。延享から寛延に改元[18]。
- 8月26日 - ドイツ出身の伝道者、ヘンリー・ミューレンバーグ（英語版）が主催したフィラデルフィアでの会議に、ルーテル派正統主義（英語版）や敬虔主義の牧師たちが参加し、アメリカ大陸初のルーテル教会組織が築かれる[5]。両会派はこの会議において、公的礼拝を統制する共通の典礼を作ることで合意した[19]。
- 8月 -
  - 第一次カーナティック戦争：ボスコーエン提督が、ジョゼフ・フランソワ・デュプレクスとフランス東インド会社の軍勢が守備していたポンディシェリーの包囲を始める。これは、第一次カーナティック戦争の大規模な戦闘としては最後のものとなった。同年10月27日、モンスーンによってイギリス軍は包囲を断念、作戦は失敗に終わった。
  - キベリタテハの英名"Camberwell beauty"が、発見されたロンドン、キャンバーウェル（英語版）にちなんで命名[20]。
  - ペンシルベニアの毛皮商人たちがオハイオ地域で交易所を拡大。同地域に住むインディアンとの話し合いを経て、彼らの信頼を得た[21]。

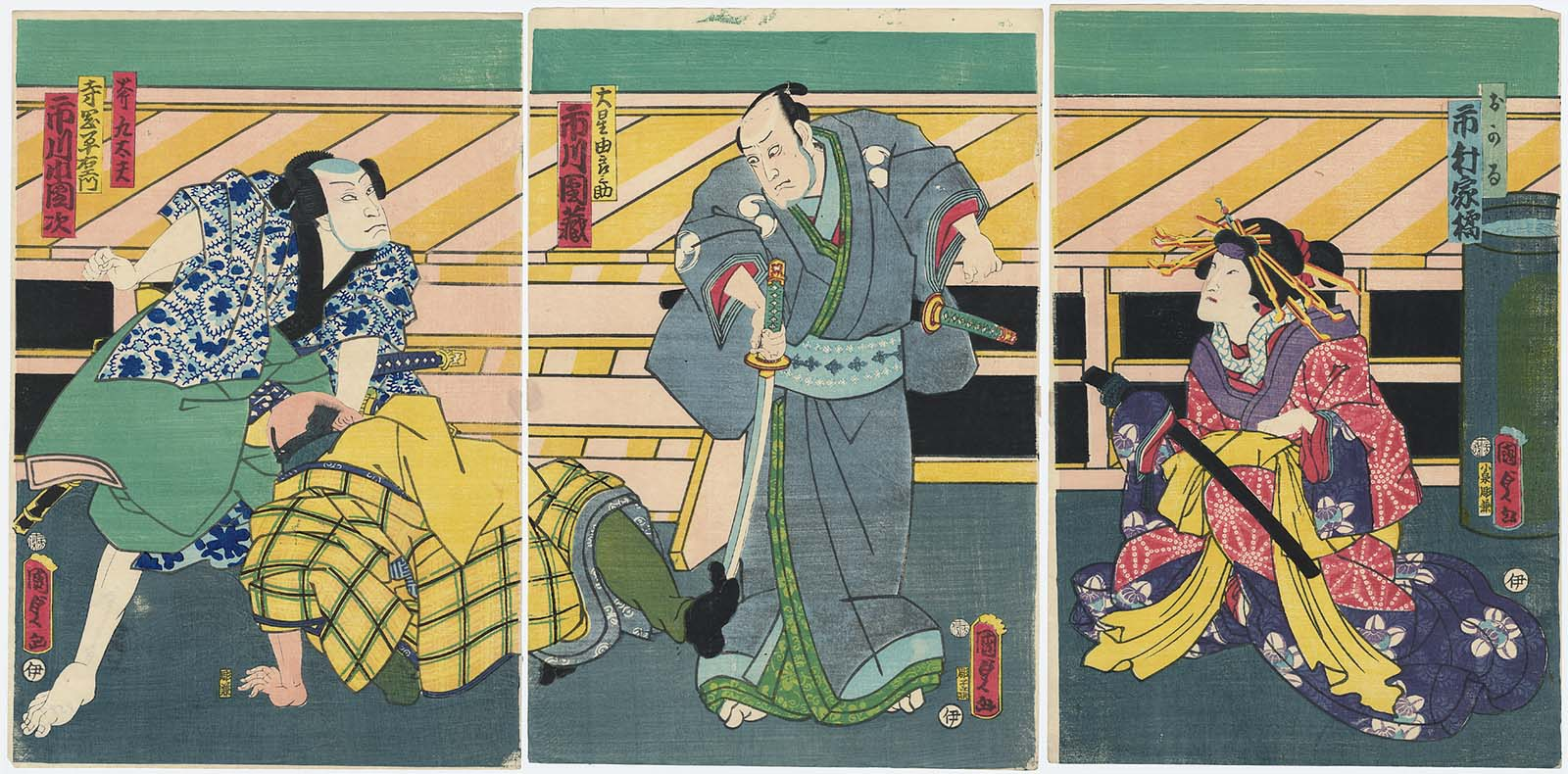
『仮名手本忠臣蔵』役者絵　四代目市川小団次の斧九太夫および寺岡平右衛門、六代目市川團蔵の大星由良之助、四代目市川家橘のお軽　文久3年10月（1863年）　歌川国貞画　ボストン美術館蔵

- 『仮名手本忠臣蔵』役者絵　四代目市川小団次の斧九太夫および寺岡平右衛門、六代目市川團蔵の大星由良之助、四代目市川家橘のお軽　文久3年10月（1863年）　歌川国貞画　ボストン美術館蔵9月6日（寛延元年8月14日） - 三大名作のひとつ[22]、文楽『仮名手本忠臣蔵』が大坂竹本座初演[23]。同年旧暦12月1日には大坂嵐座で歌舞伎が、翌寛延2年には江戸で人形浄瑠璃が初めて上演された。
- 9月 - バイロイト辺境伯歌劇場が完成。こけら落としは、前年の1747年に、劇場の完成を待たずに行われていた。2010年に世界遺産に登録。

### 10月～12月
- 10月1日 - シャー・ルフがホラーサーンで一度目の即位[24]。
- 10月12日 - ハバナの戦い（英語版）
- 10月18日 - オーストリア継承戦争：ヨーロッパ列強、アーヘンの和約に調印[5]。これによりジョージ王戦争も終結し、北米大陸においても戦闘状態が終わる[21][1]。『アーヘンの和約のアレゴリー』"Allégorie sur la paix"  1748年以降制作

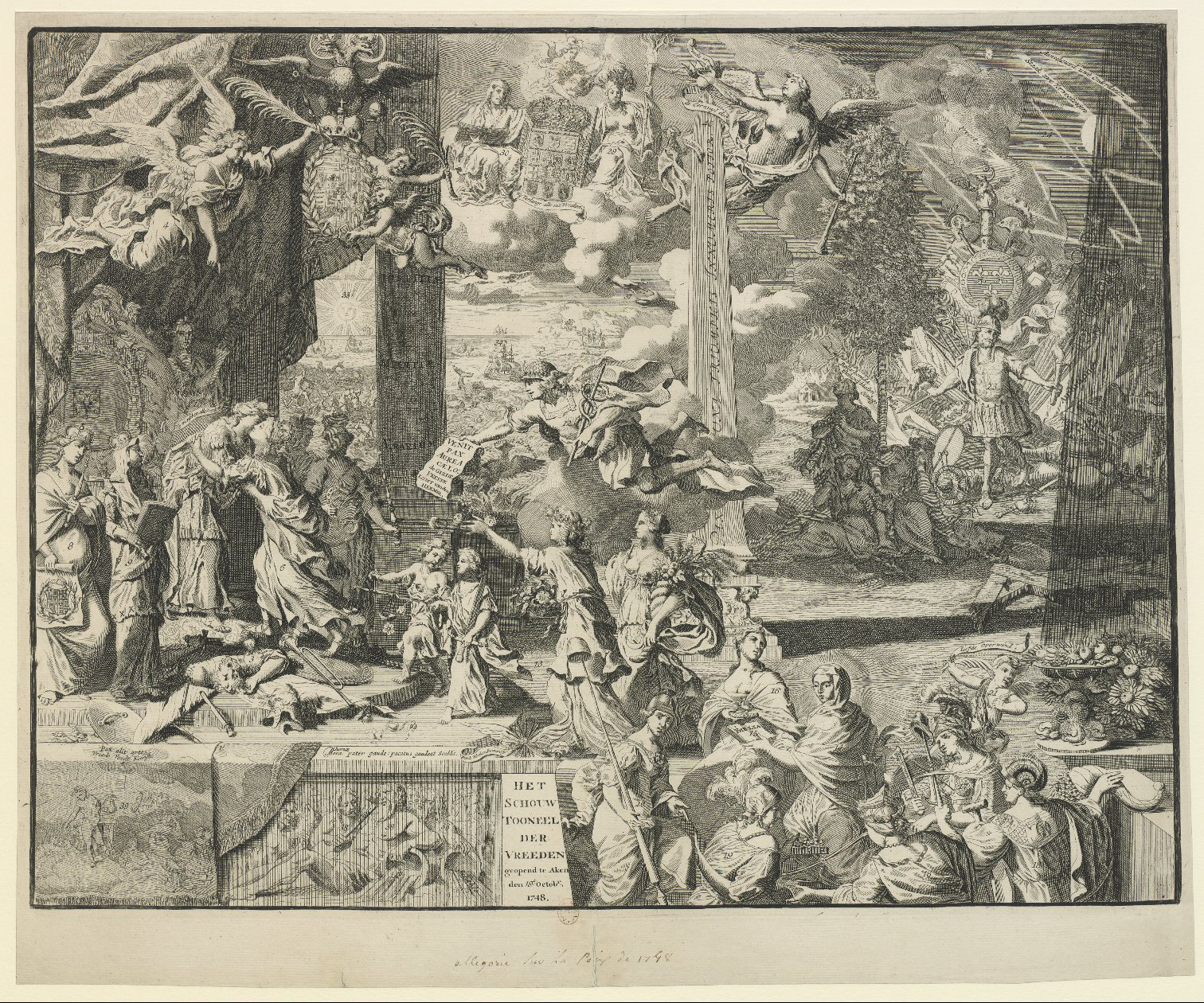
『アーヘンの和約のアレゴリー』"Allégorie sur la paix" 1748年以降制作

- 11月21日（寛延元年閏10月1日） - 寺社奉行大岡忠相、奏者番に兼任。また、1万石の大名になる[18]。
- 11月22日 - ハノーヴァー選帝侯ゲオルク2世アウグストが領内（当時ハノーファーはドイツ北西部のニーダーザクセン州のほぼ全域を統治していた）からモラヴィア兄弟団の信者を追放する法令を発布する[25]。
- 11月 - 債務者監獄に収監されていたジョン・クレランドが『ファニー・ヒル』の第1部を出版[26]。
- 12月4日 - オーストリアとスペインがオーストリア継承戦争の調停案に署名（アーヘンの和約）。オーストリアはモデナ公国とジェノヴァ共和国からの撤兵に合意する。
- 12月 - 清、内閣大学士の定員を定める[9]。

## 誕生
- 不詳

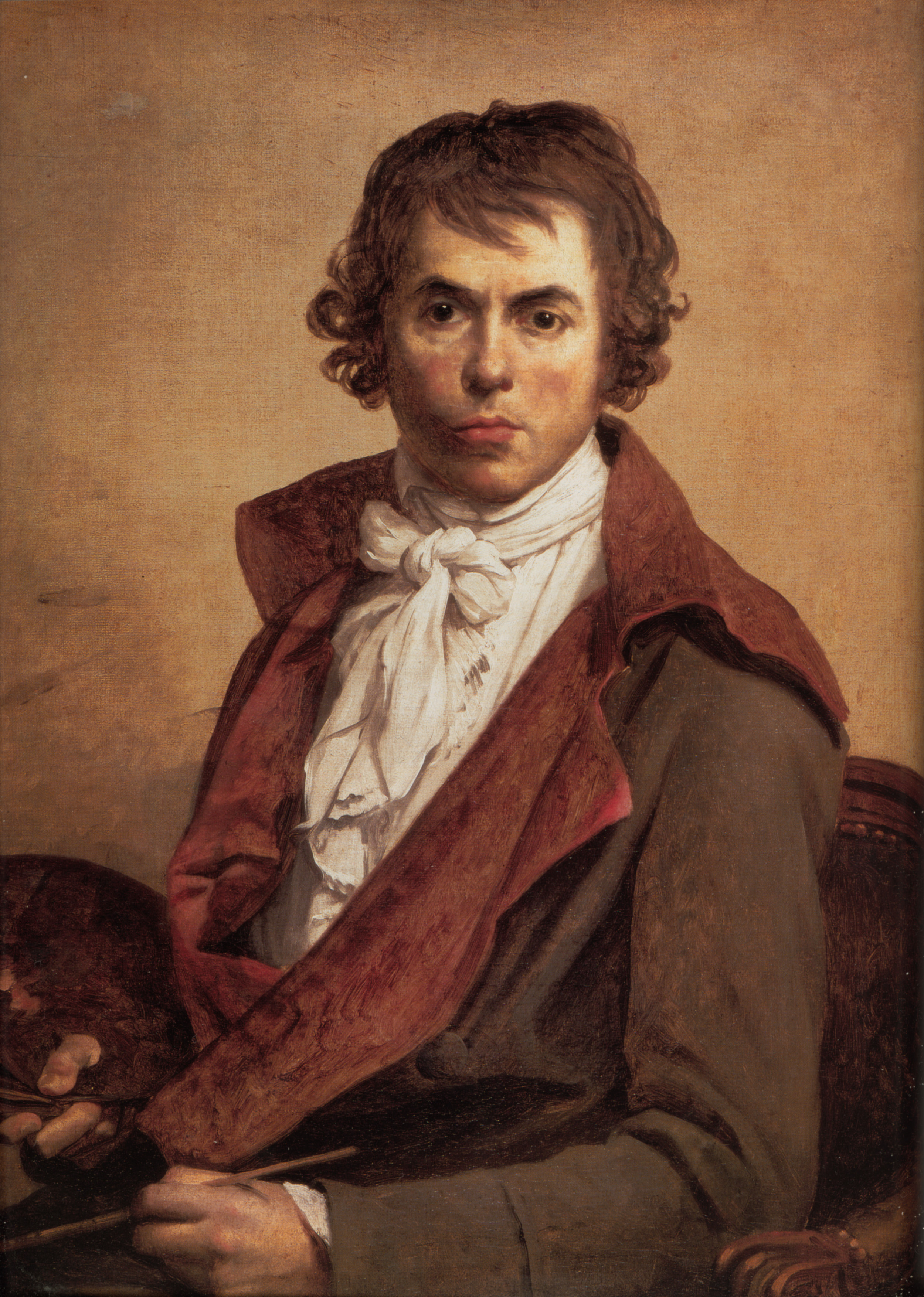
ジャック＝ルイ・ダヴィッド

  - 山片蟠桃、日本の商人、学者（+ 1821年）
  - マッチェム、サラブレッド三大始祖のうち一頭（+ 1781年）
- 2月3日 - サミュエル・オズグッド、第4代アメリカ合衆国郵政長官（+ 1819年）
- 2月15日 - ジェレミ・ベンサム、イギリスの法学者（+ 1832年）
- 2月29日（延享5年2月2日）- 菅茶山、日本の儒学者・漢詩人（+ 1827年）
- 3月5日 - ヨナス・ドリュアンデル、スウェーデンの植物学者 （+ 1810年）
- 4月12日 - アントワーヌ・ローラン・ド・ジュシュー、フランスの植物学者（+ 1836年）
- 5月7日 - オランプ・ド・グージュ、劇作家・女優・女権論者　（+ 1793年）
- 8月30日 - ジャック＝ルイ・ダヴィッド、フランスの画家（+ 1825年）
- 10月30日 - マーサ・ジェファーソン、アメリカ合衆国のファーストレディ（+ 1782年）
- 11月11日 - カルロス4世、スペイン王（+ 1819年）

## 死去

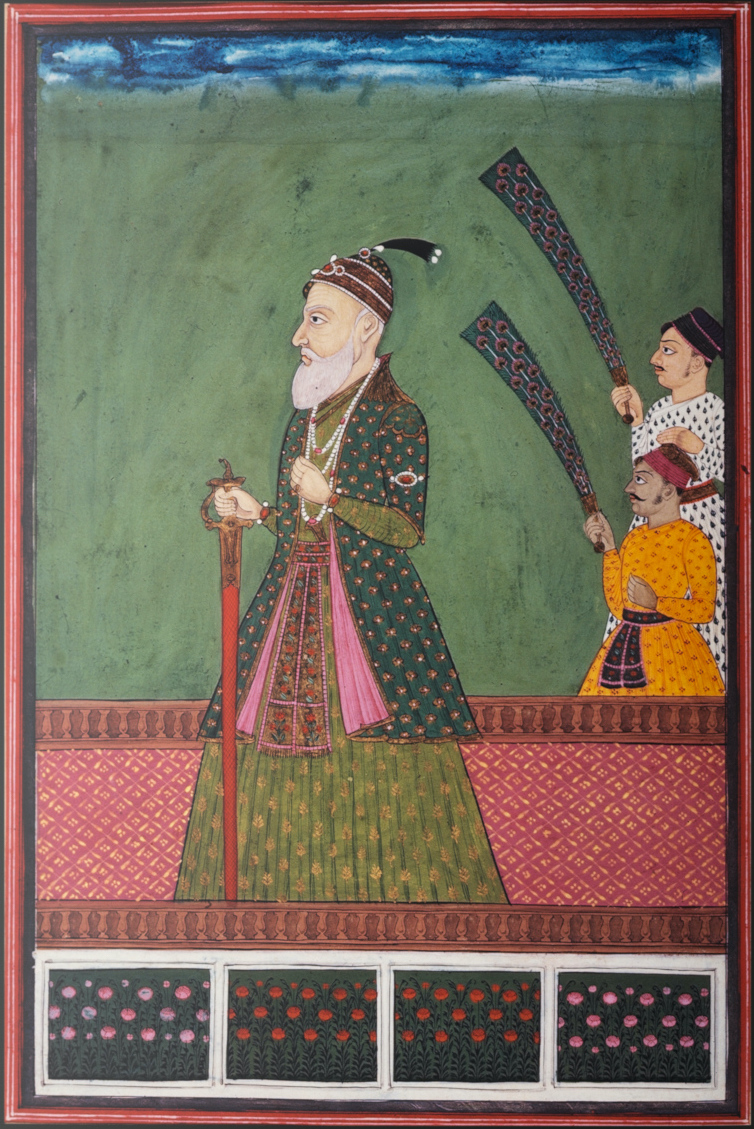
カマルッディーン・ハーン（アザフ・シャー1世とも）の肖像

- 1月1日 - ヨハン・ベルヌーイ、数学者（* 1667年）
- 1月19日 - エルンスト・アウグスト1世、ザクセン＝ヴァイマル公およびザクセン＝アイゼナハ公（* 1688年）
- 3月7日 - ピエトロ・ジャンノーネ、歴史家（* 1676年）
- 3月23日 - ヨハン・ゴットフリート・ヴァルター、バッハ家の作曲家、音楽理論家（* 1684年）
- 4月8日 - 孝賢純皇后、清6代皇帝、乾隆帝の皇后（* 1712年）
- 4月26日 - ムハンマド・シャー、ムガル帝国の第12代君主（* 1702年）
- 6月1日 - カマルッディーン・ハーン、ムガル帝国宰相、ニザーム王国の初代君主（* 1671年）
- 8月27日 - ジェームズ・トムソン、スコットランドの詩人、劇作家、『ルール・ブリタニア』作詞（* 1700年）
- 12月22日 - ヨーハン・ネポムク・カール、リヒテンシュタインの公爵（* 1724年）